# كأس كرواتيا 1999–2000
كأس كرواتيا 1999–2000 (بالكرواتية: Hrvatski nogometni kup 1999./00.)‏ هو الموسم 9 من كأس كرواتيا. أقيم خلال الفترة 4 أغسطس 1999 وحتى 16 مايو 2000، وأشرف على تنظيمه اتحاد كرواتيا لكرة القدم، وكان عدد الأندية المشاركة فيه 48، وفاز فيه هايدوك سبليت.